# فيليو
فيليو هي بلدية في مقاطعة بييلا في منطقة بيدمونت الإيطالية، وتقع على بعد نحو 70 كيلومتر (43 ميل) شمال شرق تورينو وحوالي 8 كيلومتر (5 ميل) شمال شرق بييلا. اعتبارًا من 31 ديسمبر 2004، كان عدد سكانها 643 نسمة ومساحتها 6.8 كيلومتر مربع (2.6 ميل2).
تقع فيليو على حدود البلديات التالية: بيوليو، كاماندونا، موسو، بيتينينيو، بياتو، كويتينغو، ساليانو ميكا، تافيليانو، فالي موسو.